# Johannes Geuss
Johannes Geuss (auch Geus, Geuß und Geyss; * um 1370 in Deiningen; † 7. August 1440 in Wien) war ein deutscher Philosoph und promovierter Theologe an der Universität Wien sowie Wiener Domkanoniker an St. Stephan in Wien. Sein Geburtsort wird oft mit Deining (Teining) in der Oberpfalz angegeben.

## Leben
Über seine Jugend ist nichts bekannt, auch nicht, was er vor seiner Wiener Zeit getan hat. Im Sommersemester 1412 immatrikulierte er sich an der Universität Wien, von 1416 bis 1433 ist er als Dozent für Naturwissenschaften, Astronomie und Philosophie nachgewiesen. In den Jahren 1421, 1427 und 1431 war er Dekan der Artistenfakultät (Facultas Artium). Er promovierte 1433 in Wien in römisch-katholischer Theologie zum Doctor theologiae (Dr. theol.) und lehrte ab 1434 als Theologieprofessor. In den Jahren 1427 und 1435 wurde er zum Rektor der Universität Wien gewählt. Er hinterließ viele Traktate (tractatūs) und Predigten (sermōnes) in lateinischer Sprache über den unchristlichen Lebenswandel, die seinerzeit bei Laien und bei Klerikern wegen ihrer subtilen Distinktion und moraltheologischen Kasuistik sehr gefragt waren. Seine Predigten, die er auch in Deutsch hielt, bezogen sich meist auf Themen der praktischen Moral und Lebensführung, seine pastorale Position war die eines strengen Reformators. Er war in dieser Zeit (seit 1433) Kanoniker an St. Stephan und auch der Beichtvater Herzogs Albrechts V. von Österreich, des späteren Albrecht II. von Habsburg, König des Heiligen römischen Reiches, möglicherweise auch von dessen Gemahlin Elisabeth von Luxemburg. 1436 wurde er Domdekan an St. Stephan. Sein Epitaph, vom so genannten Albrechtsmeister gefertigt, ist im Wiener Dom- und Diözesanmuseum zu sehen.

## Werke
- De vitiis linguae (Über die Laster der Sprache). Fratres ordinis eremitarum divi Augustini (Hrsg.), Nürnberg 1479
- Magistri Iohannis Geus sermōnes et tractatūs inscripti (Magister Johannes Geus' getitelte Predigten und Traktate), um 1425
- Quaestiones de temptationibus et motibus primis (Untersuchungen über Versuchungen und erste Anstöße)